# Xenopus victorianus
Espèce
Synonymes
- Xenopus laevis bunyoniensis Loveridge, 1932

Statut de conservation UICN

 LC  : Préoccupation mineure
Xenopus victorianus est une espèce d'amphibiens de la famille des Pipidae.

## Répartition
Cette espèce se rencontre, :
- au Soudan du Sud ;
- dans l'ouest du Kenya ;
- en Ouganda ;
- dans le nord de la Tanzanie ;
- au Rwanda ;
- au Burundi ;
- dans l'est de la République démocratique du Congo.

## Publication originale
- Ahl, 1924 : Über eine Froschsammlung aus Nordost-Afrika und Arabien. Mitteilungen aus dem Zoologischen Museum in Berlin, vol. 11, p. 1-12.